# Hyperectis
Hyperectis és un gènere d'arnes de la família Crambidae.

## Taxonomia
- Hyperectis apicalis Hampson, 1912
- Hyperectis dioctias Meyrick, 1904